# Ireneusz Białecki
Ireneusz Białecki (ur. 1944) – polski socjolog, dr hab., profesor nadzwyczajny Centrum Badań Polityki Naukowej i Szkolnictwa Wyższego Wydziału Stosowanych Nauk Społecznych i Resocjalizacji Uniwersytetu Warszawskiego i Katedry Socjologii Wydziału Nauk Społecznych Wyższej Szkoły Informatyki i Ekonomii TWP w Olsztynie.

## Życiorys
Absolwent VI Liceum Ogólnokształcącego im. Tadeusza Reytana w Warszawie. Obronił pracę doktorską (1974), następnie uzyskał stopień doktora habilitowanego (1982). Pracował na stanowisku profesora nadzwyczajnego w Centrum Badań Polityki Naukowej i Szkolnictwa Wyższego na Wydziale Stosowanych Nauk Społecznych i Resocjalizacji Uniwersytetu Warszawskiego i w Katedrze Socjologii Wydziału Nauk Społecznych Wyższej Szkoły Informatyki i Ekonomii TWP w Olsztynie oraz docenta w Instytucie Filozofii i Socjologii Polskiej Akademii Nauk.
Był dyrektorem Centrum Badań Polityki Naukowej i Szkolnictwa Wyższego Wydziału Stosowanych Nauk Społecznych i Resocjalizacji Uniwersytetu Warszawskiego i kierownikiem Katedry Socjologii Wydziału Nauk Społecznych Wyższej Szkoły Informatyki i Ekonomii TWP w Olsztynie, a także członkiem prezydium Komitetu Naukoznawstwa I Wydziału Nauk Humanistycznych i Społecznych Polskiej Akademii Nauk.
Jest członkiem Komitetu Naukoznawstwa I Wydziału Nauk Humanistycznych i Społecznych Polskiej Akademii Nauk oraz członkiem Rady Fundacji „Instytut Artes Liberales”.

## Publikacje książkowe
- Funkcjonowanie olimpiad matematycznych (1975), OCLC 830622542
- Wybór szkoły a reprodukcja struktury społecznej (1982), ISBN 83-04-01044-5
- The bridge generation: complexities, issues and perspectives of youth in Poland (2005), ISBN 88-424-9861-0